# Espe Hovedgård
Espe nævnes første gang i 1561, men er første en hovedgård fra 1664. Gården ligger i Boeslunde Sogn, Slagelse Kommune. Hovedbygningen er opført i 1848
Espe Gods er på 940 hektar med Bonderup og Lindeskovgaard

## Ejere af Espe
- (1561-1570) Johan Friis
- (1570-1616) Christian Friis
- (1616-1618) Dorthe Friis
- (1618-1641) Claus Daa
- (1641-1652) Jørgen Daa
- (1652-1663) Hilleborg Daa
- (1663-1664) Dorthe Clausdatter Daa gift Krabbe
- (1664-1667) Gregers Krabbe
- (1667-1682) Anders Mortensen
- (1682-1723) Anne Marie Andersdatter Mortensen gift Hansen
- (1723-1730) Mette Rosenkrantz gift Ramel
- (1730-1736) Christian Frederik de Boysset
- (1736-1747) Povel Schnabel
- (1747-1750) Frederik Lorentz von Bülow
- (1750) Slægten von Bülow
- (1750-1757) Johan Ludvig Schwermann
- (1757-1760) Peder Christensen
- (1760-1773) Folmer Danchel
- (1773-1774) Hans G. Thibi
- (1774-1788) Morten Iversen Qvistgaard
- (1788-1798) Johan Rehling-Qvistgaard
- (1798-1804) Cosmus Bornemann
- (1804-1805) Simon Groth Clausen
- (1805-1808) Hans Frederik Uldall
- (1808-1810) Frederik Christian Hansen
- (1810-1853) Otto Joachim greve Moltke
- (1853-1863) Adam Gottlob greve Moltke
- (1863-1868) Otto Joachim Vilhelm greve Moltke
- (1868) Georgine Charlotte Sophie Adolphine Julie Sehestedt-Juul gift Moltke
- (1868-1958) Adam Gottlob greve Moltke
- (1958-1977) Adam Nicolas greve Moltke-Huitfeldt
- (1977-1991) Adam Nicolas greve Moltke-Huitfeldt / Adam Carl greve Moltke-Huitfeldt
- (1991-?) Adam Carl greve Moltke-Huitfeldt
- (?-) Elise Moltke-Huitfeldt